# 山梨県立白根高等学校
山梨県立白根高等学校（やまなしけんりつ しらねこうとうがっこう）は、山梨県南アルプス市に所在する公立の高等学校。
男子ホッケー部は全国大会の常連校で、優勝も果たしている。獲得した全国タイトルは、計7回（インターハイ3回・国体2回・全国高校選抜2回）である。
文化祭は、「白根祭」という。

## 設置学科
- 普通科
  - 文理コース（国際文理コースの名称が平成24年度より変更）

## 沿革
- 1984年4月 - 山梨県立白根高等学校として開校。
- 1997年4月 - 国際文理コースを設置。
- 2002年4月 - 女子生徒の制服を改正。

## 交通
- 東日本旅客鉄道中央本線：甲府駅から山梨交通バス
- 甲府駅ターミナル5番で：十五所経由、中条経由、西野経由のいずれかに乗り、上今諏訪で下車。北進へ徒歩約10分

## 制服
- 平成14年度入学生より女子の制服が改定された。公立高等学校にしては可愛いデザインの制服である。

## 著名な出身者
- 入間川景太（サッカー選手）
- 山内康太（サッカー選手）
- 神永学（小説家）
- 手塚悟（映画監督）
- 河西結心（アイドル、ハロー!プロジェクト「つばきファクトリー」）